# ペラデニヤ大学
ペラデニヤ大学（ぺらでにやだいがく、シンハラ語: පේරාදෙණිය විශ්ව විද්‍යාලය、タミル語: பேராதனைப் பல்கலைக்கழகம்、英語: University of Peradeniya）は、スリランカのキャンディに存在する国立大学である。1942年にセイロン大学として創設された。ペラデニア大学、ペーラーデニヤ大学とも。
1996年から2003年にかけて、日本の政府開発援助 (ODA) により、歯学部改善ならびに歯学教育プロジェクトが実施されている。

## 組織

### 学部
- 農学部（Agriculture）
- 医療衛生学部（Allied Health Sciences）
- 教養学部（Arts）
- 歯学部（Dental Sciences）
- 工学部（Engineering）
- 経営学部（Management）
- 医学部（Medicine）
- 理学部（Science）
- 獣医・生物学部（Veterinary Medicine & Animal Science）

### 大学院
- 農学大学院（Agriculture）
- 理学大学院（Science）
- 人文社会科学大学院（Humanities and Social Sciences）